# Cornelius Bernardus van Niel
Cornelis Bernardus (Kees) van Niel (4 de noviembre de 1897, Haarlem - 10 de marzo de 1985, Carmel, California) fue un microbiólogo, botánico neerlandés-estadounidense. Fue introductor del estudio de la microbiología general a EE. UU. e hizo descubrimientos clave para explicar la química de la fotosíntesis.

## Biografía
En 1923, C. van Niel se casó con Christina van Hemert, graduada en ingeniería química en la Universidad Técnica de Delft y pasó a ser asistente de Albert Jan Kluyver, que había iniciado el campo de la bioquímica comparativa. En 1928 defendió con una disertación su tesis de Ph.D.: The Propionic Acid Bacteria después de lo cual se marchó a los Estados Unidos para continuar su trabajo en la Hopkins Marine Station de la Stanford University.
Estudiando las bacterias púrpura del azufre y bacterias verdes del azufre fue el primer científico en demostrar que la fotosíntesis es la (fase luminosa) reacción redox dependiente de la luz, en donde el hidrógeno de un compuesto oxidable reduce al dióxido de carbono a material celular. Y se expresa:
2 H2A + CO2 → 2A + CH2O + H2O
Su descubrimiento predijo que el H2O es el donante de hidrógeno en la fotosíntesis vegetal verde, y es oxidada a O2. Esta suma química de la fotosíntesis fue un hito en la comprensión de la química de la fotosíntesis. Y fue posteriormente mostrado por Robert Hill.
Esther Lederberg y Allan Campbell fueron destacados estudiantes de él.
En 1961, Van Niel en colaboración con R.Y. Stanier definió a las células procariotas como las células en las que el material nuclear no está rodeada por una membrana nuclear, definición aún usada a la fecha.

## Algunas publicaciones
- A[lbert] J[an] Kluyver & C[ornelis] B[ernardus] van Niel. The microbe's Contribution to biology. Cambridge, Mass.: Harvard Univ. Pr., 1956
- C. B. Van Niel. The „Delft School” and the rise of general Microbiology. Bacteriol Rev. septiembre de 1949; 13 (3): 161–174. (pdf)

## Honores
- National Medal of Science en 1963
- Medalla Leeuwenhoek en 1970

- La abreviatura «C.B.Niel» se emplea para indicar a Cornelius Bernardus van Niel como autoridad en la descripción y clasificación científica de los vegetales.[2]